# Olga Pogodina
Pour les articles homonymes, voir  Pogodina.
Olga Stanislavovna Pogodina (en russe : О́льга Станисла́вовна Пого́дина), née le 21 septembre 1976, est une actrice, productrice de cinéma et scénariste soviétique russe. Elle est également animatrice d'émissions télévisées.
Elle est connue pour son travail sur plusieurs dizaines de séries télévisées et de films russes (y compris des films russo-italiens).
Elle est Artiste émérite de la fédération de Russie depuis 2009 et Artiste du peuple de Russie (le titre d'État russe le plus élevé pour les artistes) depuis 2017. Elle est titulaire de plusieurs prix russes dans le domaine culturel, notamment le prix Golden Eagle, et est membre de l'Union des cinéastes de la Fédération de Russie.

## Biographie
Olga Pogodina naît à Moscou, en Union soviétique. Son père est Stanislav Bobovich, ingénieur en chef dans une usine, et sa mère est l'actrice Liya Pogodina.
En raison de problèmes de santé dans son enfance, Olg Pogodina n'a pas pu fréquenter normalement l'école secondaire, sa mère Liya a donc dû abandonner sa carrière d'actrice pour maintenir l'éducation de sa fille à la maison pendant des années. Une fois ses études terminées, Olga a reçu son diplôme d'études secondaires en tant que diplôme externe. À l'âge de 16 ans, Olga Pogodina décide de suivre la profession de sa mère et entre à l'Institut d'art dramatique Boris Chtchoukine à Moscou.
Olga Pogodina est membre de l'Union professionnelle des cinéastes de la Fédération de Russie.
Depuis 2013, Olga est mariée à Aleksei Pimanov, un célèbre réalisateur, producteur, animateur de télévision et cadre supérieur de la plus grande société de télévision russe appelée Channel One Russia.

## Filmographie partielle

### Au cinéma
- 2018 : Indestructible de  Constantin Maximov : Pavla Tchoumak

## Récompenses et distinctions

### Titres étatiques
- 2009 : Artiste émérite de la Fédération de Russie (titre honorifique), pour « mérites dans les arts ».
- 2017 : Artiste du peuple de Russie (titre honorifique), pour « grands mérites dans les arts ».

### Prix culturels
- 1998 : nomination au prix de l'Union des travailleurs du théâtre de la Fédération de Russie au festival « Débuts annuels de Moscou » pour son rôle dans Tartuffe.
- 2005 : Grand Prix du concours de l'Académie eurasienne de télévision et de radio pour le rôle dans la série télévisée Echelon.
- 2009 : nomination au prix TEFI de la meilleure actrice pour son rôle dans La Légende d'Olga[3].
- 2009 : prix de la meilleure actrice pour son rôle dans Adieu, docteur Tchekhov au Festival International Anton Tchekhov à Paris, France.
- 2010 : insigne « Valeur du Travail » (Russie) de l'organisation non gouvernementale homonyme.
- 2016 : après avoir terminé son travail sur le rôle de l'artiste de cirque soviétique Margarita Nazarova dans la série télévisée du même nom, Olga Pogodina a obtenu un record dans le « Livre des records de Russie ». L'exploit a été réalisé « pour le temps le plus court de préparation d'un artiste pour une cascade consistant à mettre la tête dans la gueule d'un tigre » (4 jours). Les réalisateurs ont décidé de recréer de manière authentique le décor des performances de cirque de Nazarova, de sorte que les tigres ont dû s'habituer à Olga personnellement, et non à des cascadeurs la remplaçant. Les auteurs du film ont également recréé un cirque aquatique avec des tigres, ce qui est particulièrement dangereux car les tigres dans l'eau peuvent blesser les gens involontairement. Olga y travaillait également seule et il a été souligné qu'il s'agissait de la seule mise en œuvre d'un cirque aquatique avec des tigres depuis cette époque[4].
- 2017 : Aigles d'or de la meilleure actrice principale à la télévision pour le rôle principal de Margarita Nazarova dans la série télévisée homonyme de 2016[5].